# Prieuré de Port-l'Abbé
Le prieuré de Port-l'Abbé est un prieuré situé à Étriché, en France.

## Localisation
Le prieuré est situé dans le département français de Maine-et-Loire, sur la commune de Étriché.

## Historique et description
Prieuré des Augustins de l'abbaye de la Roë fondée par Robert d'Arbrissel dans la première moitié du XIIe siècle. Logis et chapelle édifiés en 1523 par l’abbé Guy Le Clerc, aumônier d’Anne de Bretagne. 
L'édifice est classé au titre des monuments historiques en 1965 et inscrit en 1997.